# Параллельные пути
«Параллельные пути» (исп. Rumbos paralelos) — мексиканский драматический фильм 2016 года режиссёра Рафаэль Монтеро. Главные роли в фильме сыграли Людвига Палета и Илиана Фокс. Премьера картины состоялась 20 мая 2016 года в Мексике.

## Сюжет
У десятилетнего Диего неизлечимая болезнь почек, ребёнок нуждается в срочной операции. В процессе подготовки к операции родители мальчика узнают, что не могут стать донорами почки сыну, так как не являются его биологическими родителями, что ребенок был перепутан в роддоме. Сильвия, мать Диего, находит Габриеллу, родную мать Диего и Фера, своего кровного ребенка. Сначала выясняется, что Габриела хочет, но не может отдать свою почку Диего из-за перенесённого ранее гепатита, а отец Диего может, но не хочет быть донором, так как долгое время вообще не общался с Габриэллой и даже не знал о детях.
Параллельно с лечением Диего идёт судебный процес по опеке над детьми и определении их места жительства. Суд решает поменять детей, то есть определяет жить с кровными родителями, данный вердикт становится ударом для всех сторон, страдают как взрослые, так и мальчики. Диего предпринимает попытку самоубийства, но его спасают и поводят операцию по пересадке почки, донором становится родной отец Диего.

## В ролях
- Людвига Палета в роли Габи;
- Илиана Фок в роли Сильвии;
- Мишель Браун в роли Армандо;
- Фернанда Кастилло в роли Адрианы;
- Артуро Барбара в роли Франческо